# Калинин, Фёдор Алексеевич
Фёдор Алексе́евич Кали́нин (6 марта 1914, Сулин, — 18 мая 1986, Ленинград) — подполковник, Герой Советского Союза (1943).

## Биография
Родился 6 марта 1914 года в посёлке Сулин (ныне город Красный Сулин) Ростовской области в семье рабочего. Русский.
Обучался в школе № 4. Окончил школу № 1 и Фабрично заводское училище (ФЗУ), работал в мартеновском цехе Сулинского металлургического завода, в редакции газеты «Красносулинская правда».
В 1937 году был призван в ряды Военно-Морского Флота. Участник Великой Отечественной войны с июня 1941 года. В 1942 году окончил Военно-Морские политические курсы Черноморского флота. Член КПСС с 1940 года.
Комсорг 386-го отдельного батальона морской пехоты (Новороссийской Военно-морской базы Черноморского флота) лейтенант Калинин Ф. А. во время Керченской десантной операции возглавил группу морских пехотинцев, которая за день боя 1 ноября 1943 года в районе посёлка Эльтиген (сейчас микрорайон Керчи) отразила 19 вражеских контратак, подбила 9 фашистских танков и удержала занятые позиции. В летопись Великой Отечественной этот плацдарм вошёл под названием «Огненная земля». За подвиг, совершённый при форсировании Керченского пролива, захват плацдарма на Керченском полуострове Федору Алексеевичу Калинину 17 ноября 1943 года было присвоено звание Героя Советского Союза.
После войны Калинин продолжал службу в Военно-Морском флоте, окончил Высшие военно-политические курсы (1950), военно-морское политическое училище (1958).
С 1961 года подполковник Калинин находился в запасе и жил в Ленинграде.
Умер 18 мая 1986 года, похоронен на Ковалёвском кладбище под Ленинградом.

## Память
На Аллее Героев, г. Красный Сулин установлен барельеф Ф. А. Калинина.
На фасаде здания Гимназии № 1 (ранее СШ № 1) г. Красный Сулин, установлена мемориальная доска Калинину Ф. А., в числе пяти Героев Советского Союза, учившихся в СШ № 1.
На фасаде здания СОШ № 4 г. Красный Сулин, установлена мемориальная доска Калинину Ф.А.
Мемориальная доска с именами Героев Советского Союза — журналистов Калинина Ф.А. и Алексеева А.И. установлена на здании бывшей редакции газеты Красносулинская правда (ныне типографии).

## Награды
- Медаль «Золотая Звезда» Героя Советского Союза (17.11.1943).
- Награждён орденом Ленина, орденом Отечественной войны 1-й степени, двумя орденами Красной Звезды, медалями.